# Търлес
За селото в Гърция вижте Търлис.
Тъ̀рлес (на английски: Thurles; на ирландски: Dúrlas Éile, английско произношение [ˈθɜrlɛs], по-близко до Дъ̀рлес, местно произношение [ˈtɜrləs], Тъ̀рлъс) е град в централната южна част на Ирландия, провинция Мънстър, на графство Типърари. Разположен е около река Шур. Намира се на 160 km югозападно от столицата Дъблин и на 42 km северно от административния център на южната част на графство Типърари град Клонмел. Има жп гара открита на 13 март 1848 г. Населението му е 6831 души от преброяването през 2006 г. 

## Личности, свързани с Търлис
- Бой Джордж (р. 1965), английски поппевец, израснал в Търлис

## Побратимени градове
- Болингтън, Англия
- Солт Лейк Сити, САЩ